# Rufus Bullock
Rufus Brown Bullock (Bethlehem, 28 marzo 1834 – Albion, 27 aprile 1907) è stato un politico statunitense.

## Biografia
Nacque nello Stato di New York nel 1834, figlio di Volckert Bullock, forse di origine tedesca. Divenuto operatore del telegrafo per la Adams Express, fu trasferito ad Augusta per occuparsi della locale sede delle comunicazioni telegrafiche. Nonostante si opponesse alla secessione, nel 1861 accettò l'autorità degli Stati Confederati d'America, arruolandosi e continuando a gestire le telecomunicazioni georgiane.
Col peggiorare della situazione bellica, Bullock venne riassegnato all'armata di Robert Edward Lee col grado di tenente colonnello e fu presente alla resa sudista dopo la battaglia di Appomattox. Tornato in Georgia, nel 1868 partecipò alle elezioni governatoriali come candidato del Partito Repubblicano; nonostante il suo passato nell'esercito confederato infatti la sua origine newyorkese e le sue connessioni finanziarie al Nord lo fecero appoggiare dalla forza di occupazione unionista, e riuscì a sconfiggere il candidato democratico John Brown Gordon, ex-generale confederato e uno dei maggiori esponenti del Ku Klux Klan.
Bullock divenne così il nuovo governatore della Georgia, primo repubblicano a riuscirci. Durante il suo mandato rinnovò l'amministrazione georgiana, portando nuovi investimenti dal Nord, ricostruendo le disastrate infrastrutture statali e circondandosi di numerosi collaboratori afroamericani. Ciò era in contrasto col suprematismo bianco ormai rampante negli Stati del Sud, e Bullock divenne uno dei principali bersagli del Ku Klux Klan, finendo al centro di una campagna mediatica diffamatoria. Non riuscendo più a sostenere la situazione, il 30 ottobre 1871 il governatore si dimise e fuggì a New York temendo per la propria vita.
Costretto a rientrare in Georgia alcuni anni più tardi per affrontare un processo per corruzione istigato dai suoi avversari politici, venne riconosciuto innocente e scelse di rimanere ad Atlanta, di cui divenne uno dei cittadini più in vista godendo di una rinnovata popolarità. Si trasferì infine ad Albion nel 1903, dove morì alcuni anni più tardi.